# Phomopsis malvacearum
Phomopsis malvacearum är en svampart som först beskrevs av Westend., och fick sitt nu gällande namn av Died. 1912. Phomopsis malvacearum ingår i släktet Phomopsis och familjen Diaporthaceae.   Inga underarter finns listade i Catalogue of Life.